# Banche centrali e valute dei Caraibi

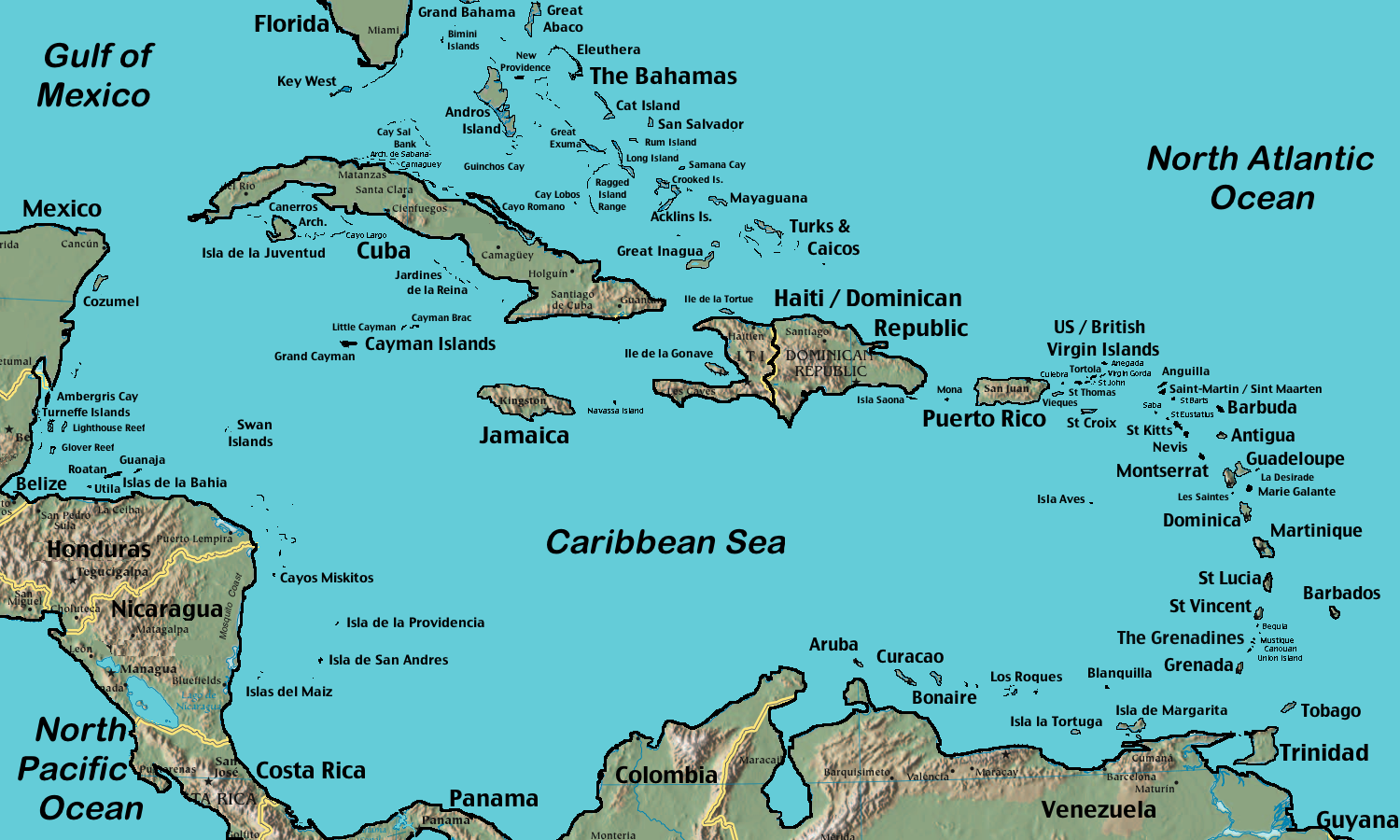
Isole dei Caraibi o nelle vicinanze

Elenco delle banche centrale e della valute dei Caraibi.
La Banca centrale dei Caraibi orientali serve 8 paesi: 
- Anguilla
- Antigua e Barbuda
- Dominica
- Grenada
- Montserrat
- Saint Kitts e Nevis
- Saint Lucia
- Saint Vincent e Grenadine

| Paese                     | Valuta                                 | Banca centrale                             |
| ------------------------- | -------------------------------------- | ------------------------------------------ |
| Anguilla                  | Dollaro dei Caraibi orientali          | Banca centrale dei Caraibi orientali       |
| Antigua e Barbuda         | Dollaro dei Caraibi orientali          | Banca centrale dei Caraibi orientali       |
| Aruba                     | Fiorino di Aruba                       | Banca centrale di Aruba                    |
| Bahamas                   | Dollaro delle Bahamas                  | Banca centrale delle Bahamas               |
| Barbados                  | Dollaro di Barbados                    | Banca centrale di Barbados                 |
| Isole Vergini Americane   | Dollaro statunitense                   | Federal Reserve System                     |
| Isole Vergini Britanniche | Dollaro statunitense                   | Federal Reserve System                     |
| Isole Cayman              | Dollaro delle Cayman                   | Autorità monetaria delle Isole Cayman      |
| Cuba                      | Peso cubano / Peso cubano convertibile | Banca centrale di Cuba                     |
| Dominica                  | Dollaro dei Caraibi orientali          | Banca centrale dei Caraibi orientali       |
| Grenada                   | Dollaro dei Caraibi orientali          | Banca centrale dei Caraibi orientali       |
| Guadalupa                 | Euro                                   | Banca di Francia                           |
| Rep. Dominicana           | Peso dominicano                        | Banca centrale della Repubblica Dominicana |
| Haiti                     | Gourde haitiano                        | Banca della Repubblica di Haïti            |
| Giamaica                  | Dollaro giamaicano                     | Banca di Giamaica                          |
| Antille Olandesi          | Fiorino delle Antille olandesi         | Banca delle Antille Olandesi               |
| Martinica                 | Euro                                   | Banca di Francia                           |
| Montserrat                | Dollaro dei Caraibi orientali          | Banca centrale dei Caraibi orientali       |
| Porto Rico                | Dollaro statunitense                   | Federal Reserve System                     |
| Saint-Barthélemy          | Euro                                   | Banca di Francia                           |
| Saint-Martin              | Euro                                   | Banca di Francia                           |
| Saint Kitts e Nevis       | Dollaro dei Caraibi orientali          | Banca centrale dei Caraibi orientali       |
| Saint Lucia               | Dollaro dei Caraibi orientali          | Banca centrale dei Caraibi orientali       |
| Saint Vincent e Grenadine | Dollaro dei Caraibi orientali          | Banca centrale dei Caraibi orientali       |
| Trinidad e Tobago         | Dollaro di Trinidad e Tobago           | Banca centrale di Trinidad e Tobago        |
| Turks e Caicos            | Dollaro statunitense                   | Federal Reserve System                     |
| Bermuda                   | Dollaro di Bermuda                     | Autorità monetaria di Bermuda              |